# Dino Beširović
Dino Beširović (Viseu, 1994. január 31. –) bosnyák válogatott labdarúgó, a AIK játékosa.

## Pályafutása

### Klubcsapatokban
Beširović az Académico de Viseu ifjúsági akadémiáján kezdte pályafutását, 2015 februárjában lett a Radnik Bijeljina játékosa. 2015 és 2018 között volt az élvonalbeli csapat labdarúgója. 21 éves korában, február 28-án debütált a Široki Brijeg elleni mérkőzésen a bosnyák Premier League-ben. Március 15-én, a Slavija ellen szerezte első gólját a felnőttek között. Közel száz első osztályú mérkőzésen lépett pályára, valamint 2016-ban Bosnyák Kupát is nyert, 2017-től ő volt a csapat kapitánya. 2018 júniusában leigazolta őt a horvát élvonalbeli Hajduk Split együttese. Július 29-én, az NK Osijek elleni bajnokin mutatkozott be új csapatában. Augusztus 2-án pályára lépett a bolgár Szlavija Szofija elleni Európa-liga-selejtezőn is. Az idény nagy részét elülső keresztszalag sérülés miatt kellett kihagynia.
2020 januárjában kölcsönszerződést kötött a magyar élvonalbeli Mezőkövesdi SE csapatával, majd a magyar csapat végleg megvásárolta a Hajduk Splittől.

### A válogatottban
2018 januárjában mutatkozott be a bosnyák válogatottban egy USA elleni barátságos mérkőzésen.

## Sikerei, díjai

### Klubcsapatokkal
Radnik Bijeljina
- Bosnyák kupagyőztes: 2016

 Mezőkövesd Zsóry
- Magyar Kupa ezüstérmes: 2020